# Patrick Chesnais
Patrick Chesnais (La Garenne-Colombes, 18 marzo 1947) è un attore e regista francese, vincitore nel 1989 del Premio César per il migliore attore non protagonista.

## Biografia
Figlio della media borghesia francese, studia a Rouen per poi frequentare per un anno l'EFREI Paris nella capitale. Frequenta il Conservatoire national supérieur d'art dramatique, sotto la guida di Lise Delamare e René Simon, e si diploma sul finire degli anni sessanta per poi dedicarsi interamente al teatro. Nel 1984 debutta in una pellicola cinematografica, interpretando nella sua carriera oltre cento produzioni. Nel 1989, la sua interpretazione del professor Legrést nel film del 1988 La lettrice di Michel Deville, gli è valsa il premio César per il miglior attore non protagonista.

## Vita privata
Sposato con la collega Josiane Stoléru da cui ha avuto una figlia, Émilie, anch'ella attrice. Dopo la separazione, ha avuto altri due figli da due donne diverse: Ferdinand, nato nel 1986 dalla sua unione con Coralie Seyrig e Victor, nato nel 2003 dalla sua unione con Odile Roize. Ferdinand è morto di incidente stradale il 13 ottobre 2006, all'età di vent'anni.

## Filmografia
- Dossier 51, regia di Michel Deville (1978)
- Neige, regia di Jean-Henri Roger e Juliet Berto
- La lettrice (La lectrice), regia di Michel Deville
- Ci sono dei giorni... e delle lune (Il y a des jours... et des lunes), regia di Claude Lelouch (1990)
- L'Autrichienne, regia di Pierre Granier-Deferre (1990)
- Le Sixième Doigt, regia di Henri Duparc (1990)
- La belle histoire, regia di Claude Lelouch (1992)
- Post coïtum animal triste, regia di Brigitte Roüan (1997)
- Kennedy et moi, regia di Sam Karmann (1999)
- I figli del secolo (Les enfants du siècle), regia di Diane Kurys (1999)
- Irène, regia di Ivan Calbérac (2002)
- Je ne suis pas là pour être aimé, regia di Stéphane Brizé (2005)
- Lo scafandro e la farfalla (Le scaphandre et le papillon), regia di Julian Schnabel (2007)
- Tu seras mon fils, regia di Gilles Legrand (2011)
- Bienvenue parmi nous, regia di Jean Becker (2012)
- Les Beaux Jours, regia di Marion Vernoux (2013)
- Benvenuti... ma non troppo (Le Grand Partage), regia di Alexandra Leclère (2015)
- Les Ex, regia di Maurice Barthélemy (2017)
- Selfie di famiglia (Mon Bébé), regia di Lisa Azuelos (2018)
- Damien veut changer le monde, regia di Xavier de Choudens (2019)

## Doppiatori italiani
- Angelo Nicotra in La belle histoire
- Nino Prester in I figli del secolo
- Luigi La Monica in Lo scafandro e la farfalla
- Enrico Maggi in Benvenuti... ma non troppo
- Giovanni Petrucci in Selfie di famiglia

## Riconoscimenti
- Premio César[2]
  - 1989 – Migliore attore non protagonista per La lettrice (La Lectrice)
  - 2006 – Candidatura a migliore attore per Je ne suis pas là pour être aimé
  - 2014 – Candidatura a migliore attore non protagonista per Les Beaux Jours
- European Film Awards
  - 2006 – Candidatura a miglior attore per Je ne suis pas là pour être aimé
- Premio Molière
  - 1998 – Candidatura a migliore attore teatrale per Skylight
  - 2009 – Migliore attore teatrale per Cochons d'Inde